# (37534) 1980 FL4
1980 أف أل 4 (ويعرف أيضًا باسم (37534) 1980 أف أل 4 وفق تسمية الكوكب الصغير) (بالإنجليزية: 1980 FL4)‏ هو كويكب ضمن حزام الكويكبات؛ وترتيبه 37534 من حيث الاكتشاف.
اكتُشف هذا الجُرم الفلكي بواسطة Claes-Ingvar Lagerkvist ‏ في 16 مارس 1980.

## وصلات خارجية
- (37534) 1980 FL4 في قاعدة بيانات مختبر الدفع النفاث لأجرام النظام الشمسي الصغيرة

- الاكتشاف · مخطط المدار ·  العناصر المدارية · المعلمات المادية

- (37534) 1980 FL4 على موقع ويكي سكاي: DSS2, SDSS, GALEX, IRAS, Hydrogen α, X-Ray, Astrophoto, Sky Map, Articles and images